# Antena de Oro
Los Premios Antena de Oro, creados en 1962, son otorgados anualmente por la Federación de Asociaciones de Radio y Televisión de España, a los profesionales más destacados en el campo de la industria audiovisual. El jurado que decide los premios está integrado por los propios profesionales. El creador de la obra es el célebre escultor Nacho Martin.